# میرین (چاشنی)

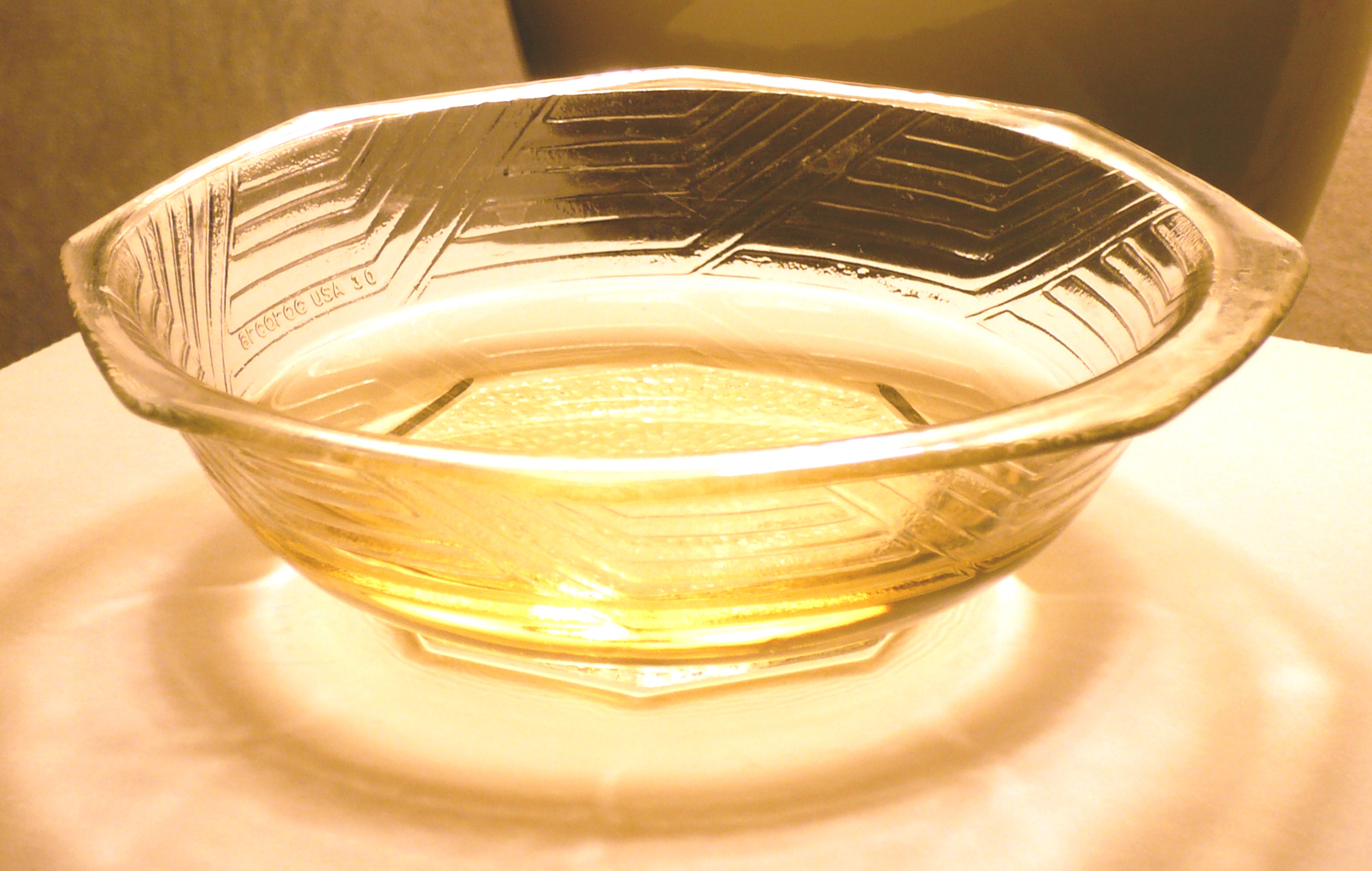
میرین

میرین (به ژاپنی: みりん mirin) یک نوع چاشنی است که در آشپزی ژاپنی به کار می‌رود. میرین جزو مواد غذایی است که دارای الکل هستند. رنگ آن زرد روشن و طعم آن شیرین است. ۴۰ تا ۵۰ درصد مواد آن از فراورده های شکر و ۱۴ درصد آن الکل است. این چاشنی در بسیاری از غذاها مانند غذاهای خورشتی یا تری‌یاکی، من‌تسویو و کابایاکی به کار برده می‌شود. این چاشنی بوی ماهی را از بین برده و همچنین از شکل افتادن موادغذایی به هنگام آب پز شدن جلوگیری می‌کند.